# Ионов, Алексей Максимович
Алексей Максимович Ионов (23 марта 1895, Санкт-Петербург — 12 сентября 1962, Москва) — российский революционер, советский партийный деятель, историк. Кандидат исторических наук (1950).

## Биография
Родился, когда его мать, ткачиха, находилась под стражей за участие в забастовке, в многодетной семье рабочих в Петербурге, где с 1862 года осел его отец (ум. 1910), выходец из крестьян Смоленской губернии.
В 1905 году окончил трехгодичную заводскую школу и с 11 лет начал работать. Большевик с 15 лет, сотрудничал с газетами «Звезда» и «Правда», подпольщик. Преследовался за революционную деятельность, семь раз подвергался арестам, находился в ссылке и под полицейским надзором. Был призван в армию, Февральскую революцию встретил рядовым Сибирского телеграфного запасного батальона.
Деятель землячеств. На 2-3 съездах Советов избирался членом ВЦИК. Участник Октябрьской революции.
Участник гражданской войны, комиссар. Делегат VIII съезда партии.
В 1919 году — инструктор ЦК в Новгородской губ., был избран председателем Губкома партии, председатель Губисполкома.
С апреля 1920 года — заведующий орготделом ЦК КП(б) Украины.
С января 1921 года по ноябрь 1923 года вновь в Новгородской губернии — председатель Губпрофсовета. Делегат IX—XI съездов партии.
В декабре 1923 года в связи с обострением туберкулеза был направлен в Одессу, где был избран председателем Губпрофсовета.
На 2-м Всесоюзном съезде Советов был избран членом ЦИК СССР, а на 6 и 7 съездах профсоюзов — членом ВЦСПС.
После ликвидации губерний осенью 1925 года ЦК партии был отозван в Москву и направлен для учёбы на курсах марксизма, по окончании которых работал в ВЦСПС ответственным инструктором.
С августа 1930 года слушатель историко-партийного института Красной профессуры (ИКП). Одновременно преподавал историю партии в Коммунистическом университете трудящихся Востока и в др. местах.
С апреля 1933 года начальник политотдела Чистопольской МТС в Татарии.
В ноябре 1933 года решением ЦК партии направлен на работу в Восточную Сибирь, где назначен начальником политотдела сектора МТС Бурнаркозема и заместителем начальника политсектора Восточно-Сибирского Крайзу.
В марте 1935 года приказом Наркомата земледелия СССР назначен директором Восточно-Сибирского (Иркутского) сельскохозяйственного института (ныне Иркутская государственная сельскохозяйственная академия), профессор социально-политических наук, первый заведующий кафедры философии.
Арестован 19 августа 1937 года, освобождён в апреле 1940 года. Реабилитирован.